# Las Ketchup
Las Ketchup és un grup femení de pop espanyol originari de Còrdova (Andalusia) compost per quatre germanes de cognom Muñoz.
La seva cançó Aserejé va ser un èxit mundial, va vendre 8 milions de còpies i es va posicionar en el lloc 103 dels senzills més venuts de la història de la música a nivell mundial, segons Media Traffic.

## Història
Van aconseguir l'èxit musical el 2002 amb Aserejé, un tema que fusiona el flamenc i el europop, convertint-se en la cançó de l'estiu després d'aconseguir el núm. 1 en les llistes de molts països, entre els quals s'inclouen Espanya, el Regne Unit, Bulgària, Itàlia, França, Finlàndia, Suècia, Noruega, Bèlgica, els Països Baixos, Portugal, Suïssa, Alemanya, Romania, Xile, Perú, Cuba, Uruguai, Colòmbia, Veneçuela, Mèxic, Brasil, Argentina, Bolívia, República Dominicana, Equador, Paraguai, Puerto Rico, El Salvador, Hondures, Nicaragua, Panamà i Costa Rica.
La cançó, que va rebre el nom de The Ketchup Song als països de parla no hispana, estava acompanyada d'una coreografia característica, i la lletra recordava en la seva tornada als primers versos de la cançó Rapper's Delight del trio de hip-hop estatunidenc The Sugarhill Gang, similitud evident que el compositor de Aserejé, Manuel Ruiz Queco Yones, va recrear de manera original realitzant una paròdia de l'anterior. Durant aquella etapa, en el grup només apareixien tres de les components – Lola, Pilar i Lucía –, ja que la quarta, Rocío, estava embarassada.
El 2006 llancen el seu segon àlbum d'estudi titulat Un Blodymary, que d'antuvi va obtenir una bona recepció. El grup complet va representar Espanya al Festival de la Cançó d'Eurovisió 2006, amb la cançó Un Blodymary, on van aconseguir el lloc 21 (de 24 participants), amb tan sols 18 punts (12 punts d'Andorra i 6 d'Albània).
Van ser convidades a la primera semifinal del Melodifestivalen 2016 a Göteborg (Suècia), on van interpretar el seu mundialment conegut Aserejé.
El 2017 van reaparèixer com a grup en el festival Pa'l Norte, celebrat a la ciutat de Monterrey (Mèxic), on van ser una de les sorpreses d'aquest espectacle de masses, amb una gran acceptació del públic mexicà present.
L'1 de març de 2019, fan una aparició en el programa de televisió francès Touche Pas à Mon Poste presentat per Cyril Hanouna amb motiu d'un programa especial "Années 2000" on interpreten la seva cançó "Hijas del Tomate".

## Mercadotècnia
La cançó Aserejé va ser inclosa al videojoc EyeToy: Ritmo Loco; i poc temps després a Just Dance 4 com a ball i karaoke alhora.
També s'escolta un fragment a la pel·lícula Madame de 2017 (1:03:26).

## Discografia

### Àlbums
- 2002: Hijas del Tomate.
- 2006: Un Blodymary.

#### Senzills
- 2002: «Aserejé» («The Ketchup Song»)
- 2002: «Kusha Las Payas».
- 2006: «Un Blodymary».

## Premis
| Any  | Tipus de Premi            | Categoria |
| ---- | ------------------------- | --- |
| 2002 | Premis Ondas              | Millor artista o grup revelació espanyol. |
| 2002 | Premis Amigo              | Artista revelació femenina espanyola. Grup revelació espanyol. |
| 2003 | Premis Billboard Llatins  | Millor àlbum pop de nova generació (Hijas del Tomate). Millor cançó tropical-salsa radiada per un duo o grup (Aserejé). |
| 2003 | Record fair MIDEM (Canes) | Artista revelació. |
| 2004 | MIDEM (Canes)             | 'Trencadors de fronteres'. Es va lliurar per primera vegada. Aquest guardó el lliura la Comissió Europea i diverses associacions relacionades amb la indústria de la música al disc que més ha venut fora del seu país d'origen, però dins els països de la Unió Europea. |